# スティーヴ・ハウ・アルバム
『スティーヴ・ハウ・アルバム』（The Steve Howe Album）は、スティーヴ・ハウの2枚目のソロ・アルバム。

## 概要
前作に当たる初のソロ・アルバム『ビギニングス』（1975年）ではほぼ全編にハウのボーカルがフィーチャーされていたが、2作目の本作はインストゥルメンタル中心のアルバムで、彼のボーカルは「宇宙の調和」の一部のみで聞かれる。「ルック・オーバー・ユア・ショルダー」では、イングランドのシンガー・ソングライターのクレア・ハミルがボーカルを担当した。
ハウが在籍していたイエスのアラン・ホワイト、元イエスのビル・ブルーフォードとパトリック・モラーツ、元ジェスロ・タルのクライヴ・バンカー、元ストーン・ザ・クロウズのロニー・リーハイが参加した。

## 収録曲
A面
1. 優勝旗 - "Pennants" (4:35)
2. カクタス・ブギ - "Cactus Boogie" (2:00)
3. 宇宙の調和 - "All's a Chord" (4:55)
4. 消えた男の日記 - "Diary Of a Man Who Vanished" (2:35)（レオシュ・ヤナーチェク、アレンジ：スティーヴ・ハウ）
5. ルック・オーバー・ユア・ショルダー - "Look Over Your Shoulder" (5:00)

B面
1. メドウ・ラグ - "Meadow Rag" (2:40)
2. コンチネンタル - "The Continental" (2:50)（コンラッド、マジッドソン）
3. 表面張力 - "Surface Tension" (3:25)
4. ダブル・ロンド - "Double Rondo" (8:12)（音楽：スティーヴ・ハウ、オーケストレーション：アンドリュー・ジャックマン）
5. ギター協奏曲ニ長調第二楽章 - "Concerto In D (Second Movement)" (4:50)（ヴィヴァルディ、アレンジ：スティーヴ・ハウ）

## パーソネル
- スティーヴ・ハウ (Steve Howe) – ギター (アコースティック、エレクトリック、ベース、スパニッシュ、ダンエレクトロ・エレクトリック・シタール、ペダル・スティール)、マンドリン、6弦バンジョー、モーグ・シンセサイザー、ボーカル (3)
- クレア・ハミル (Claire Hamill) – ボーカル (5)
- ロニー・リーハイ (Ronnie Leahy) – コルグ & アープ・シンセサイザー、ハモンドオルガン (1、5)
- パトリック・モラーツ (Patrick Moraz) – ピアノ (3)
- アラン・ホワイト (Alan White) – ドラム (1、5)
- ビル・ブルーフォード (Bill Bruford) – ドラム (3)
- クライヴ・バンカー (Clive Bunker) – パーカッション (2)
- グラハム・プレスケット (Graham Preskett) – ヴァイオリン (7)
- 59人編成クラシック・オーケストラ（アレンジ、指揮：アンドリュー・ジャックマン） (9)
- ストリング・アンサンブル (10)